# Marienwerder (Brandemburgo)
Marienwerder (em alemão: AFI: [maˌʁiːənˈvɛʁdɐ], ouvirⓘ) é um município da Alemanha, localizado no distrito Barnim, no estado de Brandemburgo.